# Masradapis
 Masradapis  ist eine ausgestorbene Gattung der Primaten, die vor rund 37 Millionen Jahren im Gebiet der heutigen Fossillagerstätte Fayyum in Ägypten vorkam. Die Gattung und ihre Typusart, Masradapis tahai, wurden im Jahr 2017 anhand von mehr als 50 Fossilfunden gegen andere, ähnlich alte Arten abgegrenzt und erstmals wissenschaftlich beschrieben.

## Namensgebung
Masradapis ist ein Kunstwort. Die Bezeichnung der Gattung verweist laut Erstbeschreibung zum einen auf die 1821 die Frédéric Cuvier eingeführte fossile Gattung Adapis, die namensgebende Primatengruppe der Adapiformes aus dem Eozän in Europa. Die Vorsilbe Masr ist der landestypischen Bezeichnung für den Staat Ägypten entlehnt – arabisch مصر, DMG Miṣr, ägyptisch-arabisch Maṣr. Masradapis bedeutet somit sinngemäß „ägyptischer Adapis“. Das Epitheton der Typusart,  tahai, ehrt Mohammed Hassen Taha aus Kom Auschim, der in seiner Funktion als Beamter des Gouvernements Fayyum jahrzehntelang die Grabungsarbeiten im Gebiet von Fayyum unterstützt habe.

## Erstbeschreibung
Der Erstbeschreibung von Gattung und Typusart erfolgte zunächst online im April 2017 und Anfang 2018 auch gedruckt in der Fachzeitschrift Historical Biology. Als Holotypus wurde das Fossil mit der Sammlungsnummer CGM 87320 benannt, die rechte Hälfte eines Unterkiefers mit erhaltenem Prämolar P4, gleichfalls erhaltenen Molaren M1 bis M3, dem Zahnfach der hinteren Zahnwurzel von Prämolar P3 sowie einem teilweise erhaltenen, aufsteigenden Unterkieferast (Ramus mandibulae). Fundstelle war die Birket Qarun Locality 2 (BQ-2), die sich im sogenannten Umm Rigl Member befindet. Dieses wird stratigraphisch entweder dem obersten Abschnitt der Birket-Qarun-Formation oder dem untersten Bereich der Qasr-el-Sagha-Formation zugewiesen. Ihr Alter wird mit rund 37 Millionen Jahren angegeben, aus ihr stammen unter anderem auch die Funde von Afradapis oder von Biretia. Als Paratypen wurden dem Holotypus mehr als 40 einzeln geborgene Zähne sowie drei bezahnte Oberkiefer- und zehn bezahnte Unterkiefer-Fragmente beigegeben. Die Merkmale der Zähne deuten auf eine verwandtschaftliche Nähe zum rund 34 Millionen Jahre alten, ähnlich großen Aframonius (einer weiteren fossilen Gattung aus Fayyum) sowie zur wesentlich größeren sympatrischen Art Afradapis longicristatus und zur rund 43 Millionen Jahre alten Art Caenopithecus lemuroides (einem fossilen Taxon aus der Schweiz) hin.
Ausgehend von der Größe der Molaren M1 und M2 wurde geschlossen, dass die Tiere der Gattung Masradapis zu Lebzeiten vermutlich zwischen rund 800 und 1150 Gramm gewogen haben könnten. Vom Bau der Zähne ausgehend wurde geschlossen, dass die Tiere sich teils von Blätter, teils von Früchten und Samen ernährten.

## Belege
1. 1 2 3  Erik R. Seiffert, Doug M. Boyer, John G. Fleagle, Gregg F. Gunnell, Christopher P. Heesy, Jonathan M. G. Perry, Hesham M. Sallam: New adapiform primate fossils from the late Eocene of Egypt. In: Historical Biology. Band 30, Nr. 1–2, 2018, S. 204–226, doi:10.1080/08912963.2017.1306522, Volltext.